# Hahnodontidae
Hahnodontidae — родина вимерлих ссавців із ранньокрейдових відкладень у Марокко та на заході США. Хоча спочатку вважалося, що вони належать до вимерлої клади Multituberculata, останні дослідження вказують на те, що вони належать до більш примітивної клади Haramiyida.

## Знахідки
Роди Hahnodon і Denisodon знайдено в ранній крейді Марокко, тоді як рід Cifelliodon знайдено в баремському періоді Yellow Cat у формації Cedar Mountain в Юті.

## Філогенез
Sigogneau-Russell (1991) і Hahn & Hahn (2003) класифікували Hahnodontidae як multituberculate, але кладистичний аналіз Cifelliodon виявив їх поза Multituberculata як філогенетично проміжні між Docodonta та верхівковими ссавцями. 